# Shane Douglas
Troy Martin (New Brighton, 21 de novembro de 1964), melhor conhecido pelo seu ring name, Shane Douglas, é um wrestler profissional norte-americano. Durante a sua carreira, que já tem mais de três décadas, Douglas lutou para a Extreme Championship Wrestling e World Championship Wrestling como "The Franchise" Shane Douglas e para a World Wrestling Federation como Dean Douglas.